# Заморзаев-Орлеанский, Александр Михайлович
Александр Михайлович Заморзаев-Орлеанский (Александр Михайлович Заморзаев; 23 января 1927, Ленинград — 1 ноября 1997, Кишинёв) — советский математик и кристаллограф, доктор физико-математических наук, член-корреспондент Академии наук Молдавской ССР (1989). Работы в области дискретной математики, в частности теории антисимметрии и цветной симметрии.
Родился 23 января 1927 года в Ленинграде в семье инженера-электрика. Работая токарем на заводе, в 1945 году окончил вечернюю школу и поступил на математико-механический факультет Ленинградского университета. Был оставлен в аспирантуре.
После защиты диссертации с октября 1953 г. преподавал и вёл научную работу в Кишинёвском университете.
Заморзаев - автор трёх важных теорий в геометрии и математической кристаллографии
- кратная антисимметрия
- симметрия подобия и конформная симметрия
- P-симметрия, включая обобщения Шубниковской антисимметрии и Беловской цветной симметрии

Дочери:
- Елизавета Александровна Заморзаева-Орлеанская - математик
- Ирина Александровна Заморзаева-Орлеанская - биолог

### Награды
- 1973 Премия имени Е. С. Фёдорова АН СССР —  за фундаментальный вклад в развитие теории симметрии.
- 1974 Государственная премия Молдавской ССР в области науки и техники — за цикл работ по современным вопросам дискретной геометрии.
- 1977 Заслуженный деятель науки Молдавской ССР — за достижения в науке и педагогике

### Публикации
- Заморзаев А.М. Теория простой и кратной антисимметрии. Кишинев: Штиинца, 1976. 283 с.
- Заморзаев А.М., Палистрант А.Ф. Теория дискретных групп симметрии. Кишинёв: Изд-во КГУ, 1977. 101 с.
- Заморзаев А.М., Галярский Э.И., Палистрант А.Ф. Цветная симметрия, её обобщения и приложения. Кишинев: Штиинца, 1978. 275 с.
- Заморзаев А.М., Карпова Ю.С., Лунгу А.П., Палистрант А.Ф. Р-симметрия и её дальнейшее развитие. Кишинев: Штиинца, 1986. 156 с.